# Harrisia divaricata
Harrisia divaricata és una espècie fanerògama que pertany a la família de les cactàcies.

## Descripció
Harrisia divaricata creix arbustiu amb columnes verticals, ricament ramificades i tiges primes. N'hi ha nou costelles romes. Les quatre espines mitjanes marrons tenen una longitud de 2 a 2,5 centímetres. Les vuit a deu espines marginals són blanques. Les flors són grans i els fruits són grogues i esfèriques.

## Distribució
Harrisia divaricata es distribueix a l'Hispaniola.

## Taxonomia
Harrisia divaricata va ser descrita per Curt Backeberg i publicat a Die Cactaceae: Handbuch der Kakteenkunde. 4: 2101. 1960.
Etimologia
Harrisia: nom genèric que va ser anomenat en honor del botànic irlandès William Harris, qui va ser Superintendent de jardins públics i plantacions de Jamaica.
divaricata: epítet llatí que significa "estendre's, estirar-se".
Sinonímia
- Cereus divaricatus (Lam.) DC. (1828)
- Pilocereus divaricatus (Lam.) Lem. (1862)